# New Look

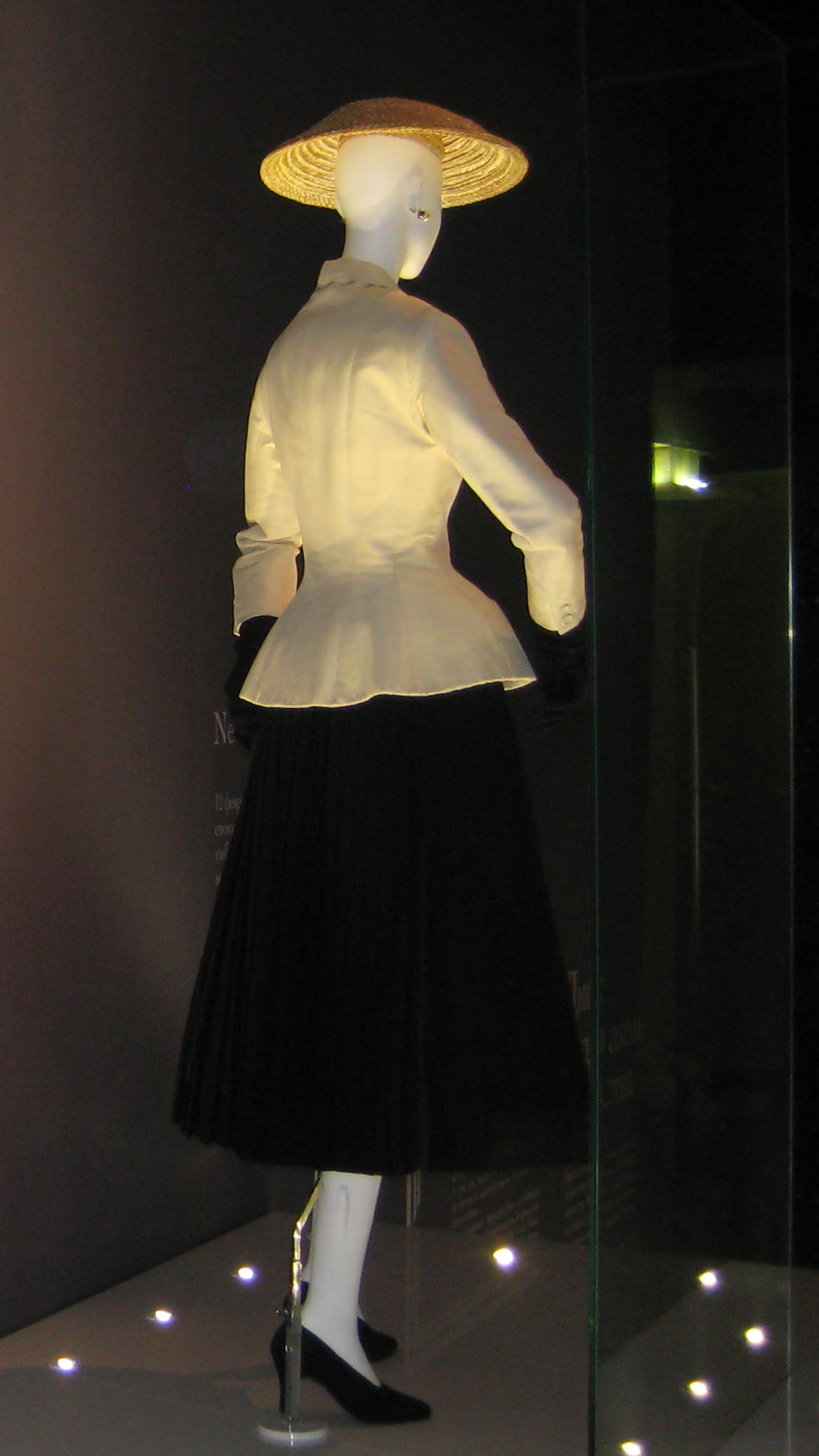
Сукня із колекції «Corolle» на виставці у Москві. Весна-літо 1947 року

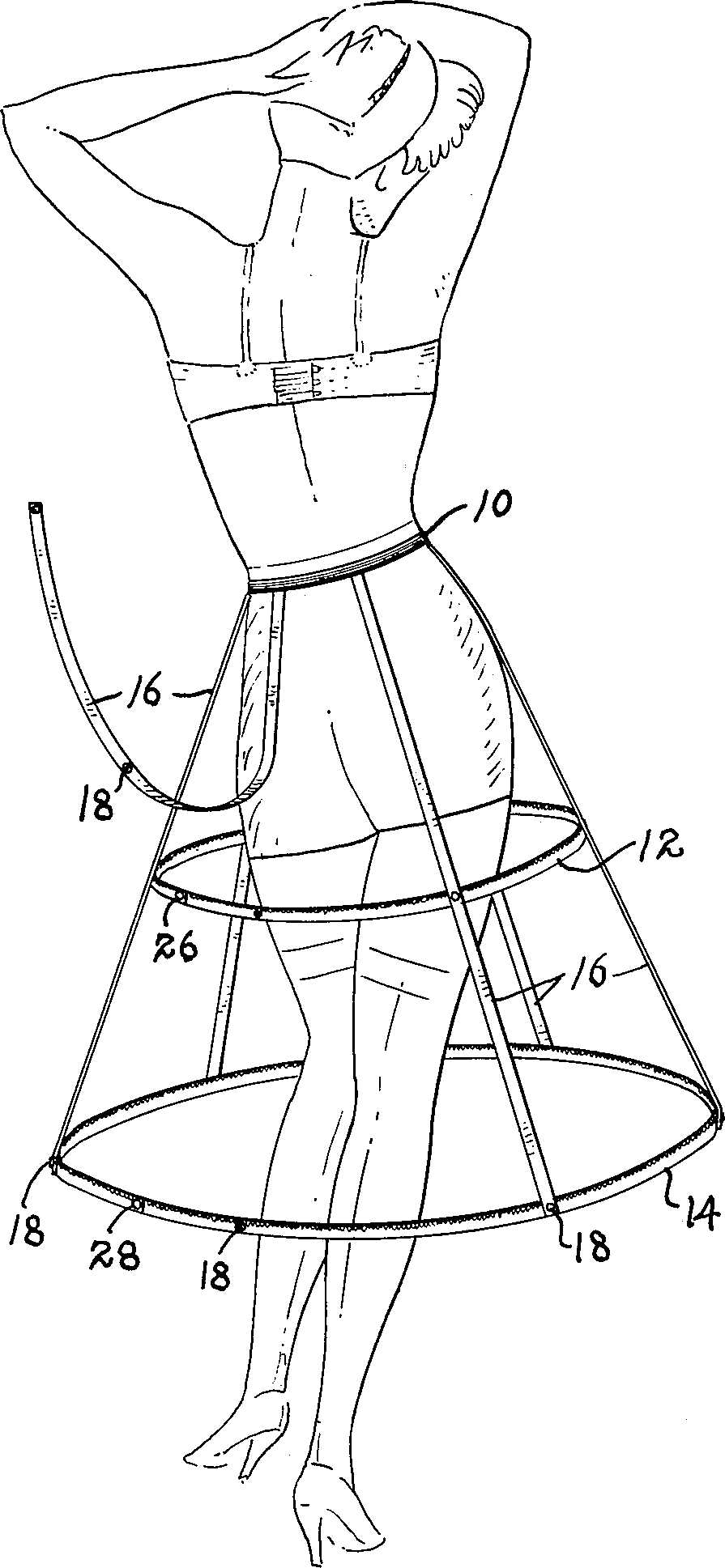
Кринолін New Look

New Look (англ. новий вигляд) — елегантний, жіночний, романтичний стиль одягу, запропонований Крістіаном Діором в 1947 році.
Являє образ «ідеальної жінки» з тонкою талією, крихкими плечима, витонченими стегнами. Для New Look характерні конкретність форми моделей (три провідних силуети: «широкий кльошевий», «овальний», «прямий»), ретельний підбір аксесуарів.

## Історія
На початку XX ст. жінки прагнули звільнитися від корсетів, довгих спідниць і важких стоїв, бажаючи безперешкодно їздити на велосипедах, займатися спортом і водити автомобіль. Однак дві світові війни поклали кінець вишуканості та витонченості в одязі, змусивши жінок вдягати практичне, немарке і зручне. На зміну довгому волоссю і хитромудрим зачіскам прийшли короткі стрижки і перманентна завивка, вузькі корсети замінили просторі нижні сорочки, а сукні складного крою поступилися прямим силуетам. Модницям тих років дозволялося курити і носити яскравий макіяж. В роки Другої світової війни жінки працювали нарівні з чоловіками, і цей процес був неможливим без певних атрибутів гардеробу.
У 1945 році іспанський кутюр'є Крістобаль Баленсьяга запровадив моду на квадратні плечі в жіночому одязі. Ідеальною вважалася Т-подібна фігура, яка почала плавно рухатись до т. зв. «піскового годинника». 12 лютого 1947 року Крістіан Діор представив свою першу колекцію, яка увійшла в історію моди як New Look.
В колекції «Corolle» Діор представив вишукані сукні з витонченим силуетом, які нагадували бутони квітів. Він повернув моду на корсет, зумівши запропонувати кардинально новий образ — тонка талія, пишні стегна і закруглені плечі. Спідниці мали довжину до щиколотки або середини литки. Образ доповнювався туфлями на тонких підборах і приталеними жакетами. 
Із аксесуарів New Look допускає мініатюрні капелюшки, декоровані пір'ям, квітами або вуаллю, а також нитку перлів, брошку та декоративні рукавички. Вечірні туалети дуже нагадували сукні епохи романтизму. На пошив однієї сукні йшло від 4 до 30 кг тканини. 
Після смерті Крістіана Діора модний дім Dior очолив його учень та наступник Ів Сен-Лоран.

## Сучасність
Сьогодні матеріали в стилі New Look відрізняються від початкових тканин перших колекцій Діора. Вони більш легкі і струменясті, добре тримають форму і довго зберігають презентабельний зовнішній вигляд. Одяг шиється із шовку, оксамиту, трикотажу, натуральної шкіри, мережива, атласу, гіпюру та шифону. При створенні унікального образу можна комбінувати первинні та сучасні тенденції моди.

## Фасони стилю
Крім фасону «пісочний годинник» (X-силует), провідними силуетами у колекціях є прямий, розкльошений і овальний.
- Прямий силует. В його основі лежать вузькі плечі і тонка талія, яка за формою нагадує піраміду. Спідниця дуже схожа на трапецію, злегка розкльошену донизу. A-силует притаманний легкому та верхньому одягу.
- Розкльошений силует. У початковому варіанті під розкльошені сукні надягали тонкі панчохи і витончені туфлі. Нині у тренді всеможливі сукні та спідниці розкльошеного силуету з підкресленою талією, довжина яких варіюється від міні до міді.
- Овальний силует. Для нього характерні більш округлі плечі, широка спідниця на лінії стегон з плавним завуженням до литок і сукні вузького крою. У тренді одяг з м'якими складками, запахом на талії, спідниці-тюльпани. М'які драпірування здатні приховати недоліки фігури.